# ハウステンボス歌劇団
ハウステンボス歌劇団（ハウステンボスかげきだん）は、日本の劇団。
女性のみの出演者によってレビューやミュージカルを上演する少女歌劇（女性歌劇）の形態をとっている。長崎県佐世保市のテーマパーク「ハウステンボス」を運営するハウステンボス株式会社の一部門であり、ハウステンボスにある劇場を中心に公演を行っている。2017年9月9日に「歌劇 ザ・レビュー ハウステンボス」へと改名したが、2023年3月16日に再度、旧名である「ハウステンボス歌劇団」へと改名した。

## 概要
女性の出演者が「男役」と「娘役（女性の役）」に分かれて演じ、各演目において男役の「トップスター」が主演、「トップ娘役」がその相手役を務めるなど、宝塚歌劇団やOSK日本歌劇団に類するスターシステムを用いている。シンボルマークとカラーは「青いバラ（ブルーローズ）」。
劇団員たちは、「雅(ブルーローズ)」、「チーム輝（シャイン）」、「チーム華（フラワー）」、「チーム凜（ハート）」、「チーム翔（ウィング）」「チーム奏（ハピネス）」の6つのチームに編成され、チームごとに異なる演目のレビューやミュージカルを上演している。
パーク内のハウステンボス歌劇大劇場での公演以外にも、旧拠点のミューズホールやアムステルダム広場でのイベント・ミニレビューショー、ハウステンボス内のパレードの出演や、オフィシャルホテル「ホテルヨーロッパ」でのティーパーティやディナーショー、国内外の外部施設での公演・イベント出演なども行っている。

## 劇場

### ハウステンボス歌劇大劇場
結成当初の約60席のテント舞台から始まり、ハウステンボス内に常設された「ミューズホール」を拠点として、各チームが交代で公演していた。
2023年3月16日、ハウステンボスに隣接するウインズ佐世保のゲルックホールを改装して「ハウステンボス歌劇大劇場」が開設され、劇団の新たなホーム劇場となった。ハウステンボス歌劇大劇場は有料席と無料席が設けてあり、上演中の写真撮影や録画・録音等は禁止となっている。

### その他の劇場
2016年4月29日にハウステンボス姉妹施設のテーマパーク「ラグナシア（ラグーナテンボス内、愛知県蒲郡市）」に新設された「アートシアター」は、歌劇団の第二の拠点となっており、劇場のオープンに合わせて発足したチーム心がこけら落し公演を行った。しかし、新型コロナウイルス感染症に対する安全対策の配慮のため、2020年11月23日を以て公演が終了した。
2020年、福岡市東区の複合商業施設「アイランド アイ」に新たな劇場である「歌劇ザ・レビューシアター」を開場、専用劇場として公演を行っていたが、2024年3月10日をもって常時公演を終了し劇場を休演した。

## 公演システム
常時、それぞれのチームが独自の演目を1日に2公演ずつ上演し、2チームが活動するハウステンボスのハウステンボス歌劇大劇場では1日に2演目4公演が行われる。テーマパーク内のアトラクションという位置づけでもあることから原則パークの営業日には公演があるが、通常各チーム週1日が休演となっており、休演日にはハウステンボスではもう一方のチームが3公演行う場合が多く、ラグーナテンボスでは歌劇の上演自体が休演となる。通常公演の上演時間は45 - 55分間程度で、1つの公演は約4ヶ月間上演される。不定期で新人公演や役替公演も行われる。
ファンとの距離が近いことが特徴で、毎公演終演後には写真撮影会が行われる（CDやパンフレット等のグッズを購入すると、特典として出演者との握手と写真撮影が可能）。またハウステンボスでの公演は、劇団員は舞台用のメイクを施した状態で楽屋と劇場の間を徒歩で移動するが、その際にファンが劇団員へ話しかけたり差し入れを渡したりする光景が見られる。不定期で「ブルーローズパーティー」というファンとの交流会が行われている。
公演の最後には毎回、出演者全員でテーマソングである『夢の扉〜welcome HUIS TEN BOSCH〜』（はやみ甲作詞、平義隆作曲）を歌う。

## 沿革
2013年7月に宝塚歌劇団やOSK日本歌劇団の出身者を中心に集めて結成され、ハウステンボス内の野外劇場で行われる30分間程度のレビューショーとして上演を開始した。創設時は男役の優雅（研ルイス、宝塚出身）と伊織はやと（OSK出身）、娘役の雪菜つぐみ（宝塚出身）、深佳さえ（OSK出身）、愛那結梨（宝塚出身）の5人を中心としたメンバーで構成。優雅と伊織の二人をトップ男役、雪菜と深佳の二人をトップ娘役として、同じ演目で上演回によって出演者が異なるダブルキャスト制で公演していた。
野外上演と平行して、パーク内の別の場所に常設劇場「ミューズホール」の建設が進められ、2014年1月の完成以後は屋内公演に移行した。2014年7月からは「チーム光（ひかり）」と「チーム花（はな）」の2チーム制が導入され、スターシステムの要素を強くする体制となった。チーム制となってからは、従来のレビュースタイルにミュージカル色を織り交ぜたオリジナル作品の公演に切り替わり、上演時間も拡大されている。
結成初期には他にも複数のOSK出身者や宝塚出身者が一時所属もしくは特別出演していた。また演出や指導にも宝塚出身者やOSKに縁の深い人物が多く関わっている。雪菜は結成からおよそ2年半に渡って娘役トップスターをつとめた後、劇団の演出・振付家に転向した。
一方でこれら以外のメンバーは、創設以来複数回にわたりオーディションで選ばれてきたが、ほとんどは少女歌劇の未経験者であった。そのような劇団員を短期間に指導・育成することで、2016年4月に新設された3チーム目の「チーム心」では、劇団創設以来初めて宝塚やOSK出身者ではないトップ男役を就任させている。
また2014年5月には劇団併設の養成所「ハウステンボス歌劇学院」を開校しアマチュアを一から育てる独自の人材育成も開始した。歌劇学院の開校後も一般からの研修生募集やオーディションによる採用も平行している。学院の第1期生が卒業・初舞台を踏んだ2015年4月以降は、学院出身者が多く配属されている。

## 年表
- 2013年7月：『ハウステンボス歌劇団』結成、野外劇場にて公演開始
- 2014年1月：ミューズホールがオープン、こけら落とし公演[6]
- 2014年5月：ハウステンボス歌劇学院開校、第1期生入学[18]
- 2014年6月：テーマソングCD『夢の扉』発売[15]
- 2014年7月：1周年記念『Premium Show 〜原点〜』公演[19]
- 2014年7月：チーム光（ひかり）公演開始[15]
- 2014年9月：チーム花（はな）公演開始[15]
- 2015年4月：学院第1期生初舞台[20]
- 2015年6月：主題歌CD『Nature of Love』発売[16]
- 2015年7月：2周年記念『Premium Show 〜飛躍〜』公演[16]
- 2015年11月：アイドルグループ「Castale」活動開始
- 2016年1月：チーム名をチーム輝（シャイン）とチーム華（フラワー）に変更
- 2016年2月：学院第2期生『第一回文化祭 PALETTE〜15色の輝き〜』公演
- 2016年4月：チーム心（ハート）公演開始[2][21]
- 2016年7月：3周年記念『Premium Show〜天開〜』公演
- 2017年7月：4周年記念『Premium Show〜感謝〜』公演
- 2017年9月：『歌劇 ザ・レビュー ハウステンボス』に改名[22]
- 2018年6月：チーム翔（ウィング）公演開始[23]
- 2018年7月：5周年記念『Premium Show〜絆〜』公演
- 2019年7月：6周年記念『Live!! 奇跡を今』公演[24]
- 2020年3月：チーム奏（ハピネス）公演開始
- 2020年6月：歌劇ザ・レビューシアター（福岡）オープン
- 2020年9月：７周年記念『みんなを笑顔に～more smile～』イベント[25]
- 2023年3月：ミューズホールでの公演が終了し、新たにハウステンボス歌劇大劇場がオープン。同時に『歌劇 ザ・レビュー ハウステンボス』から『ハウステンボス歌劇団』（発足時の名称）に改称[26]
- 2023年8月：劇団創立10周年を記念し「10周年記念公演」を上演[27]

## 所属劇団員
2024年12月現在の所属劇団員。太字はトップスター。

### チーム輝（シャイン）
- 男役
  - 青蘭そら（せいら・そら）

### チーム華（フラワー）
- 男役
  - 紫城けい（しじょう・けい）

### チーム凛（ハート）
- 男役
  - 愛那月ひかる（まなづき・ひかる）[29]

### チーム翔（ウィング）
- 男役
  - 海夏人蒼馬（みなと・そうま）、蘭香輝（らん・こうき）

### チーム奏（ハピネス）
- 男役
  - 夕貴まこと（ゆうき・まこと）

### ブルーローズ（雅）
- 男役
  - 優雅（ゆうが）[30][31]
- 他のチームと兼任
  - 男役
    - 円悠、一颯湊、煌月りお、龍紫音、優音颯来、大雅晴陽

  - 娘役[32]
    - 春妃那ゆめ

### 劇団生
- 男役
  - 円 悠（まどか・ゆう）、一颯 湊（いぶき・かなた）、大雅 晴陽（たいが・はるひ）、大翔 なお（ひろと・なお）、煌月 りお（あきづき・りお）、柚実 いくと（ゆずみ・いくと）、龍 紫音（りゅう・しおん）、優音 颯来（はると・さく）、華海 勇李（かなみ・ゆうり）、登稀 望（とうき・のぞむ）、桜風とわ（はるかぜ・とわ）、蓮 裕斗（れん・ゆうと）、都月 雅（とつき・みやび）、燈真 ガク（とうま・がく）

- 娘役
  - 神田 優香里（かんだ・ゆかり）、 珠々花 もか（すずはな・もか）、 月瀬 彩花（つきせ・あやか）、春妃那 ゆめ(はるひな・ゆめ)、 舞音 帆乃佳（まいね・ほのか）、 宮 まどか（みや・まどか）、麗 心花（うらら・はな）、 咲乃 心春（さきの・こはる）、希咲 遥花（きさき・はるか）、 詩乃 妃花（うたの・ひめか）、 月野 叶望（つきの・かなみ）、 美歌 真凛（みう・まりん）、梅香 咲礼（うめか・さあや）、 七星 アリス（ななせ・ありす）、姫綺 乃愛（ひめき・のあ）、菜巴 紬稀（なつは・つむぎ）、 純未 さや華（すみ・さやか）、 朝陽 まう（あさひ・まう）、 花純 舞星（かすみ・まいり）、 雪華 樹々（ゆきはな・じゅじゅ）、 心絆 凛（ここな・りん）、麗愛 さら（れのあ・さら）、花音 里梨愛（かのん・りりあ）、晄海 翠（おおみ・すい）、月星 ひなた（るい・ひなた）、夢美 あん（ゆめみ・あん）、華園 りんね（はなの・りんね）

## 通常公演作品
| 公演名称                                                                     | 出演チーム                           | HTB公演時期 | LTB公演時期                                                 | アイランドアイ公演期間  | 脚本       | 演出       | 振付       | 音楽 | その他スタッフ                                                                            |
| ファンタスティックレビュー 夢を追う妖精                                      |                                      | 2013/07/13 - 2013/08/31 |                                                             |                         | 大谷盛雄   | 大谷盛雄   | 大谷盛雄   | | 舞台指導・歌唱指導 : 出雲綾                                                               |
| ファンタスティックレビュー 花に舞う妖精たち                                  |                                      | 2013/09/01 - 2014/01/05 |                                                             |                         | 大谷盛雄   | 大谷盛雄   | 大谷盛雄   | | 舞台指導・歌唱指導 : 出雲綾                                                               |
| 日舞レビュー 今様 Konyou 〜祝い舞〜                                          |                                      | 2014/01/11 - 2014/01/31 |                                                             |                         | 大谷盛雄   | 大谷盛雄   | 大谷盛雄   | |                                                                                           |
| Love Emotion                                                                 |                                      | 2014/01/11 - 2014/04/12 |                                                             |                         | はやみ甲   | はやみ甲   | はやみ甲   | |                                                                                           |
| 花のコンチェルト                                                             |                                      | 2014/04/13 - 2014/07/19 |                                                             |                         | はやみ甲   | はやみ甲   | はやみ甲   | | 声楽指導 : Mika、振付 : Kayeon                                                            |
| Blue blue wind〜光へ〜                                                       | チーム光                             | 2014/07/20 - 2014/11/24 |                                                             |                         | 麻咲梨乃   | 麻咲梨乃   | 麻咲梨乃   | 今出哲也 | 歌唱指導 : 出雲綾、振付助手 : かずゆうと                                                  |
| Legendary Dream〜愛のはじまり〜                                              | チーム花                             | 2014/09/06 - 2015/01/20 |                                                             |                         | 大谷盛雄   | 大谷盛雄   | 大谷盛雄   | 前田繁実 | 作詞・歌唱指導 : 出雲綾                                                                   |
| Magical Light ★ファンタジー!                                                 | チーム光                             | 2014/11/29 - 2015/04/06 |                                                             |                         | 檀ひとみ   | 檀ひとみ   | 檀ひとみ   | 林魏堂 | 歌唱指導 : 尼﨑裕子、アダージオ特別講師 : 北浜竜也、衣裳デザイン : 小林巨和               |
| Sa・Ku・Ra                                                                   | チーム花                             | 2015/01/24 - 2015/06/09 |                                                             |                         | 麻咲梨乃   | 麻咲梨乃   | 麻咲梨乃   | 今出哲也 | 歌唱指導 : 尼﨑裕子、振付助手 : 大畑浩恵、衣装 : ハウステンボス歌劇団衣装部               |
| 魅惑のエキゾチカ                                                             | チーム光                             | 2015/04/10 - 2015/09/23 |                                                             |                         | はやみ甲   | はやみ甲   | はやみ甲   | 松岳一輝 | 振付 : Kayon、衣装デザイン : はやみ甲、衣装 : ハウステンボス歌劇団衣装部                  |
| Rain!                                                                        | 若手メンバーのみ                     | 2015/06/01 - 2015/08/31 |                                                             |                         | 檀ひとみ   | 檀ひとみ   | 檀ひとみ   | 林魏堂 |                                                                                           |
| MOVIN'ON! 〜ほんの少しの勇気をもって〜                                       | チーム花                             | 2015/06/13 - 2015/10/20 |                                                             |                         | 檀ひとみ   | 檀ひとみ   | 檀ひとみ   | 林魏堂 | 歌唱指導 : MARIA、衣裳デザイン : 小林巨和                                                 |
| Espacio Pasion 〜情熱の空間〜                                                | チーム光                             | 2015/09/26 - 2016/02/02 |                                                             |                         | 大谷盛雄   | 大谷盛雄   | 大谷盛雄   | 松岳一輝 | 作詞 : りく                                                                               |
| ダンシング ハート 〜刹那にRED SPARK〜                                        | チーム花                             | 2015/10/24 - 2016/03/01 |                                                             |                         | 大谷盛雄   | 大谷盛雄   | 大谷盛雄   | 松岳一輝 | 作詞 : りく、振付 : 雪菜つぐみ、衣装 : ハウステンボス歌劇団衣装部                         |
| LOVE WITH BUTTERFLY〜あじさいの咲く頃に〜                                    | チーム光                             | 2016/02/06 - 2016/06/14 |                                                             |                         | 原田タイラ | 雪菜つぐみ | 雪菜つぐみ | 林魏堂 | 脚本アシスタント : MAIKO、作詞 : りく                                                     |
| BIG WAVE 〜不死鳥海賊団 ブルーポセイドンの海を越えて〜                       | チーム花                             | 2016/03/05 - 2016/07/19 |                                                             |                         | はやみ甲   | はやみ甲   | はやみ甲   | はやみ甲、松岳一輝 | 振付 : Kayeon、衣装デザイン : はやみ甲、衣装 : 夢組プロジェクト                           |
| KINGS                                                                        | チーム心                             | 2016/08/06 - 2016/11/01 | 2016/04/29 - 2016/08/01                                     |                         | 原田タイラ | 雪菜つぐみ | 雪菜つぐみ | 今出哲也 | 作詞・脚本協力 : りく、振付 : YUKARI                                                      |
| 第2弾!! 魅惑のエキゾチカ                                                     | チーム光                             | 2016/06/18 - 2016/08/02 | 2016/08/06 - 2016/11/07                                     |                         | はやみ甲   | はやみ甲   | はやみ甲   | 松岳一輝 | 振付 : Kayon、衣装デザイン : はやみ甲、衣装 : ハウステンボス歌劇団衣装部                  |
| LIE & TRUTH 〜孤高の花〜                                                     | チーム華                             | 2016/07/23 - 2016/11/08 | 2016/11/12 - 2017/02/26                                     |                         | 原田タイラ | 雪菜つぐみ | 雪菜つぐみ | 松岳一輝 | 作詞・脚本協力 : りく、振付 : YUKARI、衣装 : ハウステンボス歌劇団衣装部                   |
| MOBIUS－メビウス－ 恋夢幻 月の永久物語                                       | チーム心                             | 2016/11/05 - 2017/02/27 | 2017/03/03 - 2017/05/28                                     |                         | はやみ甲   | はやみ甲   | はやみ甲   | 松岳一輝 | 振付 : Kayeon、雪菜つぐみ、衣装 : ハウステンボス歌劇団衣装部                              |
| 永遠の夢 〜Seize the day〜                                                   | チーム光                             | 2016/11/12 - 2017/04/11 |                                                             |                         | 原田タイラ | 大谷盛雄   | 大谷盛雄   | 今出哲也 | 振付 : 雪菜つぐみ、作詞・脚本協力 : りく                                                  |
| K.K7335〜アンドロイドの涙〜                                                  | チーム華                             | 2017/03/04 - 2017/07/06 | 2017/09/08 - 2017/12/15                                     |                         | 原田タイラ | 雪菜つぐみ | 雪菜つぐみ | 今出哲也 | 原案 : 今出哲也、振付 : 大谷盛夫、壇ひとみ、作詞・脚本協力 : りく                         |
| GREEN FLASH 〜夕陽に染まる空〜                                               | チーム光                             | 2017/04/15 - 2017/05/29 2017/09/17 - 2017/11/14 | 2017/06/02 - 2017/09/03                                     |                         | 雪菜つぐみ | 雪菜つぐみ | 雪菜つぐみ | 松岳一輝 | 振付 : 大谷盛雄、振付協力 : YUKARI、作詞 : りく                                           |
| HTB Revue Collection 2017 ～輝く夢のレビュー～                               | チーム心                             | 2017/06/03 - 2017/09/16 | 2017/12/20 - 2018/02/11                                     |                         | 原田タイラ | 大谷盛雄   | 大谷盛雄   | 松岳一輝 | 作詞 : りく                                                                               |
| 千年桜雅                                                                     | ブルーローズ、S バージョン：チーム心 | (A) 2017/07/07 - 2017/08/05 (B) 2017/08/27 - 2017/10/07 (C) 2017/11/04 - 2017/12/03 (Final) 2018/05/18 - 2018/06/10                                                       | 2018/02/12 - 2018/04/16                                     |                         | 檀 ひとみ  | 檀 ひとみ  | 檀 ひとみ  | 石山 理 | 歌詞 : 檀 ひとみ、殺陣 :紀伊 義仁、所作指導 :城 火呂絵、衣裳 :ハウステンボス歌劇団 衣裳部 |
| ANGEL GATE                                                                   | チーム光                             | 2017/11/18 - 2018/02/20 |                                                             |                         | はやみ甲   | はやみ甲   | はやみ甲   | 松岳一輝 | 振付:Kayeon                                                                               |
| 愛に恋う～カルメンより～                                                     | チーム華                             | 2017/12/26 - 2018/3/27 | 2018/06/16 - 2018/08/27                                     |                         | りく       | 松岳一輝   | 松岳一輝   | 松岳一輝 | 振付：志乃舞優、中野栄里子                                                                |
| 夢みる男～永遠の夢より～                                                     | チーム光                             | 2018/02/24 - 2018/04/17 | 2018/04/21 - 2018/06/11                                     |                         | 原田タイラ | 大谷盛雄   | 大谷盛雄   | 今出哲也 | 振付：雪菜つぐみ、作詞・脚本協力：りく、衣装：ハウステンボス歌劇団 衣装部                 |
| ザ・レビュー華香恋 はなかれん                                                | チーム華                             | 2018/03/31 - 2018/06/12 | 2018/08/28 - 2018/09/17                                     |                         | 大谷盛雄   | 大谷盛雄   | 大谷盛雄   | 今出哲也 | 振付：雪菜つぐみ、中野栄里子                                                              |
| KINGS～ラストハート～                                                        | チーム心                             | 2018/04/21 - 2018/05/14 |                                                             |                         | 原田タイラ | 雪菜つぐみ | 雪菜つぐみ | 今出哲也 | 作詞・脚本協力：りく 振付：YUKARI                                                         |
| ARMONIA～優しさ奏でる物語～ レビューJewelry Heart!                           | チーム心                             | 2018/06/21 - 2018/08/31 | 2018/11/13 - 2018/12/10                                     |                         | りく       | 松岳一輝   | 中野栄里子 | 松岳一輝 | レビュー演出：檀ひとみ                                                                    |
| 空を翔る夢 ～オルゴールの記憶～                                              | チーム翔                             | 2018/06/13- 2018/07/02 | 2019/02/16 - 2019/03/30                                     |                         |            |            |            | |                                                                                           |
| 海を渡る月影                                                                 | チーム光                             | (チームシャイン）2018/07/06 - 2018/09/17 (チームシャイン役替) 2018/09/20 - 2018/10/05 (優雅出演Ver.) 2018/11/03 - 2018/11/19 (チームシャイン役替) 2018/11/22 - 2018/12/04 | 2018/12/15 - 2019/02/11                                     |                         | 岡部優妙   | 岡部優妙   | 芹まちか   | 今出哲也 | 振付：雪菜つぐみ、演技指導：城火呂絵                                                      |
| ミスターエージェント～スパイは月夜に踊る                                     | チーム翔                             | 2018/09/01 - 2018/11/27 | 2019/03/31 - 2019/05/06                                     |                         | 北林佐和子 | 北林佐和子 |            | ショー部分：松岳一輝 |                                                                                           |
| 古代浪漫レビュー ヤマトタケル                                                | チーム心                             | 2018/12/26 - 2019/01/06 2019/01/28 - 2019/04/16 | 2018/09/22 - 2018/11/12                                     |                         | 小嶋希恵   | 小嶋希恵   |            | |                                                                                           |
| 天翔けるブーツ～長崎での竜馬～                                               | チーム華                             | 2018/12/08 - 2019/03/05 2019/3/21 - 2019/04/07 | 2019/05/11 - 201907/22                                      |                         | 岡部優妙   | 岡部優妙   | 芹まちか   | |                                                                                           |
| Happy Ending Story ~おかしな二つの恋物語～                                   | チーム光                             | 2019/03/09 - 2019/03/20 2019/04/10 - 2019/05/28 2019/06/01 - 2019/07/23                                                                                                   | 2019/07/27 - 2019/09/23                                     |                         | 檀ひとみ   | 壇ひとみ   | 壇ひとみ   | 松岳一輝 | 殺陣 :紀伊 義仁                                                                           |
| ドラマティックレビュー～カメレオンPROJECT～                                  | チーム心                             | 2019/04/20 - 2019/06/11 2019/07/20 - 2019/07/31 2019/09/05 - | 2019/09/28 - 2019/10/19 (優雅 ver.) 2019/10/20 - 2019/11/25 |                         | 北林佐和子 | 北林佐和子 |            | |                                                                                           |
| フェスタ・ソーレ～太陽と風と愛のサンバ～                                     | チーム翔                             | 2019/06/15 - 2019/07/16 2019/08/03 - 2019/09/01 (優雅 ver.) 2019/08/03 - 2019/09/01 2019/12/26 - 2020/01/26                                                               | 2020/04/11 - 2020/7/31 - 2020/9/28                          |                         | 小嶋希恵   | 小嶋希恵   |            | |                                                                                           |
| ドリーミングレビュー 七世の恋～永遠の春～                                    | チーム華                             | 2019/07/27 - 2019/11/19 | 2019/11/30 - 2019/01/13                                     |                         |            |            |            | |                                                                                           |
| ザッツ レビューショー ～one more time～                                      | チーム輝                             | 2019/11/23 - 2020/3/09 |                                                             |                         |            |            |            | |                                                                                           |
| 弓張りの月 ～アテルイとモレ～                                                | チーム華                             | 2020/7/31 - 2020/10/19 | 2020/01/17 - 2020/04/05                                     | 2020/10/22 -            | 北林佐和子 | 北林佐和子 | 中山陽子   | 麻吉文 | 振付：大谷盛雄                                                                            |
| 凛々しき心 ～エターナルラブ～                                                | チーム凜                             | 2020/01/30 - 2020/10/23 - |                                                             | 2020/09/16 - 10/19      |            |            |            | | 振付：Mya                                                                                 |
| トワイライトムーン ～君に出会えた奇跡～ シャイニングレビュー『青空へSPARK!』 | チーム輝                             | 2020/3/13 - |                                                             | 2020/7/30 - 9/13        |            |            |            | |                                                                                           |
| 海のララバイ～愛を奏でるメロディー～ ／ショー・ハピネス                      | チーム奏                             | 2020/08/08 - |                                                             | 2020/03/27 -            |            | 雪菜つぐみ |            | 桐岡麻季（海のララバイ～愛を奏でるメロディー～／ショー・ハピネス）、松岳一輝（ショー・ハピネス、祝いの舞 寿）、演奏協力：田辺裕詞 | 振付：雪菜つぐみ、芹まちか、中野栄里子、今川成美 祝いの舞 寿 演出・振付：山村友五郎       |
| ハートフルレビュー〜シュプリームエディション〜                               | チーム凛                             | 2021/02/20 - |                                                             |                         |            |            |            | |                                                                                           |
| シャイニングレビュー〜春のカンパネラ〜                                       | チーム輝                             | 2021/03/13 - |                                                             |                         |            |            |            | |                                                                                           |
| まぼろし千本桜 パッション・フィーバー！〜情熱のラプソディー〜                | チーム奏                             | 2021/04/01 - 2021/07/25 |                                                             | 2020/12/10 - 2021/03/09 |            |            |            | |                                                                                           |
| ナポレオン、永遠の夢                                                         | チーム凛                             | 2021/05/13 - |                                                             | 2021/10/01 - 2022/01/17 |            |            |            | |                                                                                           |
| オリエンタルファンタジーロマン「美しき黄金の泉」                             | チーム華                             | 2021/07/29 - 2021/11/15 |                                                             | 2020/03/12 -            |            |            |            | |                                                                                           |

## これまでの履歴

### 不定期公演・イベント出演歴
- 2013年10月11日 : ガーデニングワールドカップフラワーショー2013 in JAPAN前夜祭[33]（優雅、娘役4名）（パレスハウステンボス / ハウステンボス）
- 2013年11月23日 - 24日 : 国際文化交流公演カンボジア王国王立チャットモック劇場にて、Japanese Dance & Music〜日カンボジア国交樹立60周年・日ASEAN友好協力40周年記念公演〜[33]（伊織はやと、深佳さえ、泉美匠、愛那月ひかる、高嶋マリエ、秋吉里香）（カンボジア）
- 2013年12月14日 : 2013年 イビザ クリスマスパーティ（優雅、雪菜つぐみ、愛那結梨、ほか娘役2名）（帝国ホテル / 東京都）
- 2014年4月4日 : 豪華客船フォーレンダム 佐世保入港イベント特別公演（優雅、青蘭そら、夕貴まこと、高嶋マリエ、大國明里）（佐世保港 / 長崎県佐世保市）
- 2014年4月29日 : 大型国際クルーズ客船コスタビクトリア 佐世保出港イベント特別公演（伊織はやと、深佳さえ、男役2名）（佐世保港 / 長崎県佐世保市）
- 2014年5月10日 - 11日 : バラ祭 オープニングセレモニー（優雅）（ハウステンボス）
- 2014年7月13日 : ハウステンボス歌劇団 1周年記念『Premium Show〜原点〜』（優雅、伊織はやと、雪菜つぐみ、深佳さえ、愛那結梨、ほか20人劇団員全員）（MUSE HALL / ハウステンボス）
- 2014年8月4日 : The Revue〜幸せの風をあなたに〜（伊織はやと、深佳さえ、愛那結梨、愛那月ひかる、夕貴まこと、月華めぐみ、梶原良恵）（ホテル日航熊本 / 熊本県熊本市）
- 2014年8月5日 : 7stars サマーレビュー（伊織はやと、深佳さえ、愛那結梨、愛那月ひかる、夕貴まこと、月華めぐみ、梶原良恵）（熊本市男女共同参画センターはあもにい / 熊本県熊本市）
- 2014年9月20日 : 九州一花火大会世界花火師競技会決勝[33]（優雅、雪菜つぐみ、チーム光9名）（ハウステンボス）
- 2014年9月23日 : 〜第1回ハウステンボス歌劇団 Private Lunch〜 Blue Rose Party（優雅、愛那結梨）（ハウステンボス）
- 2014年10月3日 : 世界フラワーガーデンショー2014 プレミアムパーティー[33]（伊織はやと、深佳さえ、愛那結梨、愛那月ひかる、夕貴まこと）（パレスハウステンボス / ハウステンボス）
- 2014年10月6日 - 26日 : 世界フラワーガーデンショー2014 shining true star show[33]（チーム光・チーム花からの一部メンバー）（パレスハウステンボス / ハウステンボス）
- 2014年10月18日 : 佐世保警察署1日署長（伊織はやと、愛那結梨）[33]（島瀬公園 / 長崎県佐世保市）
- 2014年10月18日 : 第18回〜RKBラジオまつり2014[33]（優雅、1期生 : 碧海澪、紫城けい）（RKB放送会館 / 福岡県福岡市）
- 2014年11月9日 :  〜第2回ハウステンボス歌劇団 Private Lunch〜 Blue Rose Party（伊織はやと、椿れいら）（ハウステンボス）
- 2014年12月1日 : 佐世保警察署1日署長（優雅）[33]（松浦公園 / 長崎県佐世保市）
- 2014年12月4日 : 第2回 リノリースCLUB全国大会（チーム花）（ヒルトン福岡シーホーク / 福岡県福岡市）
- 2014年12月13日 : 大阪城3Dマッピングスーパーイルミネーションショー オープニングセレモニー[33]（優雅、チーム光からの一部メンバー）（大阪城 / 大阪府大阪市）
- 2014年12月31日 : 特別公演〜歌劇団と一緒にカウントダウンを迎えよう〜（チーム光、チーム花）（パレスハウステンボス / ハウステンボス）
- 2015年1月1日 - 3日 : お正月特別祝賀祭（優雅、雪菜つぐみ、泉美匠、愛華さき、伊織はやと、深佳さえ、愛那月ひかる、夕貴まこと、他チーム光・チーム花から一部メンバー）（MUSE HALL / ハウステンボス）
- 2015年1月25日 : イオンモール香椎浜 特別公演＆記念撮影会（優雅、泉美匠、夕貴まこと、神田優香里、憧花うらら、珠々花もか、みれい蘭）（イオンモール香椎浜 / 福岡県福岡市）
- 2015年2月14日 : 第24回文化講演会「歌で語る男役」（優雅、坂本和子理事長）（南地区公民館 / 長崎県佐世保市）
- 2015年3月8日 : 第29回鹿島市みんなの集い記念公演（優雅、愛那結梨、他選抜メンバー11名、1期生 : 碧海澪・紫城けい・華千眞生）（鹿島市民会館 / 佐賀県鹿島市）
- 2015年7月12日 : ハウステンボス歌劇団 2周年記念『Premium Show〜飛躍〜』（チーム光、チーム花）（MUSEHALL / ハウステンボス）
- 2015年7月13日 : 駅前不動産20周年記念式典（チーム光）（翠香園ホテル / 福岡県久留米市）
- 2015年8月15日 : 第62回全国高等学校定時制通信制軟式野球大会（天乃愛理）（明治神宮球場 / 東京都新宿区）
- 2015年8月30日 : 第3回お客様との交流会 ハウステンボス歌劇団 Blue Rose Party（愛那月ひかる、青蘭そら）（ドムトールン3F / ハウステンボス）
- 2015年9月6日 : 聖和女子学院中学校高等学校 第40回記念 学院祭（優雅、チーム光から一部メンバー7名、1期生5名）（聖和女子学院中学校・高等学校 / 長崎県佐世保市）
- 2015年9月19日 : 西海国立公演指定60周年記念式典（優雅、雪菜つぐみ、チーム光・1期生・2期生から一部メンバー37名）（アルカスSASEBO / 長崎県佐世保市）
- 2015年10月2日 : 世界フラワーガーデンショー2015 プレミアムパーティー[33]（優雅、チーム光・1期生から一部メンバー8名）（パレスハウステンボス / ハウステンボス）
- 2015年10月9日 : （優雅、チーム光から一部メンバー）（佐賀県唐津市）
- 2015年10月13日 : 平成27年 地域安全・暴力追放運動「安全・安心まちづくり」長崎県大会（チーム花から一部メンバー）（アルカスSASEBO / 長崎県佐世保市）
- 2015年10月18日 : 第4回お客様との交流会 ハウステンボス歌劇団 Blue Rose Party（泉美匠、夕貴まこと）（ドムトールン3F / ハウステンボス）
- 2015年10月31日 - : 光の王国大パレード 白馬の王子（泉美匠、夕貴まこと、愛那月ひかる、青蘭そら、チーム花・光の男役メンバー）（アムステルダムシティ / ハウステンボス）
- 2015年11月3日 - : ハウステンボス歌劇団〜Castale〜はじめてのまほう（チーム花 : 愛那結梨・渚カレン・憧花うらら・美羽アリア・風歌てまり、チーム光 : 珠々花もか・美音ふう・聖愛りあん・彩帆真白、2期生2名（チーム花・光の娘役メンバー））（MUSEHALL / ハウステンボス）
- 2015年11月3日 : ハウステンボス歌劇団 熊本公演[33] レビューショー The Revue（伊織はやと、深佳さえ、愛那結梨、チーム花・2期生から一部）（熊本県立劇場 / 熊本県熊本市）
- 2015年11月22日 : 優雅Y&Gコンサート LOVE〜Smile Forever〜 “11.22”2015!!! ☆スペシャルライブ☆（[優雅、チーム光、煌海柚希、2期生）（MUSEHALL / ハウステンボス）
- 2015年12月4日 - 6日 : 世界がときめく魅惑のコラボレーション[33]〜幻のパレード＆特別公演〜「桜 春之丞」「桜 京之介」「桜 彩夜華」（優雅、伊織はやと、チーム光・チーム花から男役8名）（MUSEHALL / ハウステンボス）
- 2015年12月21日 - 22日 : Blue Rose Special Christmas Dinner Show 2015（チーム光 : 優雅・泉美匠・夕貴まこと・碧海澪・華千眞生・蘭香輝、チーム花 : 伊織はやと・愛那月ひかる・青蘭そら・紫城けい・夢月りく・海夏人蒼馬） - 構成・演出・振付 : 雪菜つぐみ、助手 : 花園ひかり、天咲ゆり、企画台本 : 愛那結梨、助手 : 高嶋マリエ・神田優香里、衣装デザイン : 深佳さえ、助手 : 椿れいら・渚カレン、衣装 : ハウステンボス歌劇団衣装部・香川友子・加藤美歩（ロイヤルクルーザー デ ハール / ハウステンボス）
- 2016年1月1日 - 4日 : ハウステンボス歌劇団 お正月特別祝賀祭 〜新チームトップお披露目公演〜（優雅、伊織はやと、チーム光・チーム花）（MUSEHALL / ハウステンボス）
- 2016年3月13日 : 第5回お客様との交流会 ハウステンボス歌劇団 Blue Rose Party（雪菜つぐみ、深佳さえ、愛那結梨）（タワーシティ第4会議室ドムトールン3F / ハウステンボス）
- 2016年4月8日 - 4月17日 : ハウステンボス歌劇学院第2期生初舞台口上＆チーム心（ハート）お披露目公演『KINGS』（チーム心・2期生13名）（MUSEHALL / ハウステンボス）
- 2016年4月17日 : チーム心（ハート）出陣式（チーム心、チーム光、チーム華、2期生）（MUSEHALL / ハウステンボス）
- 2016年4月29日・30日 : ハウステンボス歌劇団 チーム心 こけら落し特別公演（優雅、伊織はやと、チーム心、2期生から4名）（アートシアター / ラグーナテンボス）
- 2016年5月10日 : 「薔薇の詩碑」設置、「恋の俳句大賞」表彰式（椿れいら）（アートガーデン / ハウステンボス）
- 2016年5月10日 : ラジオFM豊橋（KINGS紹介）（愛那月ひかる、泉美匠）（アートシアター / ラグーナテンボス）
- 2016年5月21日・28日 : ハウステンボス歌劇団 特別公演（チーム心から泉美匠、愛那月ひかる、愛那結梨、碧海澪、華千眞生、珠々花もか、美羽アリア）（フェスティバルマーケット1Fアトリウム / ラグーナテンボス）
- 2016年7月9日 : ハウステンボス歌劇団 in フェスティバルマーケット 特別ミニレビューショー（チーム心から7人）（フェスティバルマーケット1Fアトリウム / ラグーナテンボス）
- 2016年7月10日 : （チーム光）（ハウステンボスタワーシティプラザ / ハウステンボス）
- 2016年7月16日 : ハウステンボス歌劇団 3周年記念『PremiumShow〜天開〜』（チーム光、チーム華、チーム心、2期生）（ハウステンボスタワーシティプラザ / ハウステンボス）
- 2016年8月20日 : サマーナイトカクテルパーティ2016 ～チームハートと過ごすトキメキのひととき～（泉美匠、愛那月ひかる、愛那結梨、碧海澪、華千眞生、朝飛るい花、天咲ゆり、珠々花もか、美羽アリア、他）（ホテルヨーロッパ レンブラントホール / ハウステンボス）
- 2016年9月10日 : ハウステンボス歌劇団 in フェスティバルマーケット（チーム光から椿れいら、夢月りく、紫城けい、みれい蘭、美音ふう）（フェスティバルマーケット1Fアトリウム / ラグーナテンボス）
- 2016年9月25日 : ハウステンボス歌劇団 チームハートと過ごす PREMIER NIGHT（チーム心、2期生から4名）（ベストウエスタンプレミアホテル長崎 3階・プレミアホール / 長崎県長崎市）
- 2016年9月27日 : （チーム心）（外部出演）
- 2016年9月29日 : （チーム心）（外部出演）
- 2016年9月30日 : 花と庭の世界大会・プレミアムパーティ（チーム心、2期生から4名）（パレスハウステンボス前庭 / ハウステンボス）
- 2016年10月1日・2日・15日・16日 : 世界フラワーガーデンショー ハウステンボス歌劇団公演（1日・2日 : 青蘭そら、高嶋マリエ、渚カレン、天乃愛理、橘凛、15日 : 碧海澪、珠々花もか、綺音叶空、美羽アリア、蒼乃星那、16日 : 華千眞生）
- 2016年10月20日 : チームハート「KINGS〜フルムーンの夜〜」の新人公演イベント（碧海 澪、華千 眞生、綺音 叶空）（MUSEHALL / ハウステンボス）
- 2016年10月22日 : ハウステンボス歌劇団 in フェスティバルマーケット（チーム光から優雅、夢月りく、紫城けい、椿れいら、みれい蘭、2期生 : 月紫エミ梨、花音くらら）（フェスティバルマーケット / ラグーナテンボス）
- 2016年10月23日 : （チーム華）（外部出演）
- 2016年10月29日 : グラバー園DCナイトフェスタ（チーム心から泉美匠、愛那月ひかる、愛那結梨、天咲ゆり、珠々花もか、美羽アリア、2期生 : 月瀬彩花）（グラバー園内 旧三菱第2ドックハウス1階テラス / 長崎県長崎市）
- 2016年11月15日 : 長崎・上海20周年記念祝賀会（チーム光から優雅、夕貴まこと、椿れいら、神田優香里、みれい蘭、紫城けい、美華えりか）（中華人民共和国上海市）
- 2016年11月23日 : 2016 Yuga's Special Live “Dream”11.23（優雅、チーム光、2期生、3期生から一部）（MUSEHALL / ハウステンボス）
- 2016年11月23日 : チームシャイン　ライトディナーパーティ in ホテルヨーロッパ・レンブラントホール Shining Star 〜煌く夜に優雅なひととき〜（優雅、チーム光、2期生、3期生から一部）（ホテルヨーロッパ・レンブラントホール / ハウステンボス）
- 2016年12月10日 : ハウステンボス歌劇団 チーム華 フェスティバルマーケットミニレビューショー（チーム華から）（フェスティバルマーケット / ラグーナテンボス）
- 2016年12月18日 : ハウステンボス歌劇団 クリスマスディナーショー（チーム光、チーム心）（ホテルヨーロッパ・レンブラントホール / ハウステンボス）
- 2017年1月1・2・3日 : ハウステンボス歌劇団　祝賀祭2017 〜新トップお披露目&重大発表〜　(チーム光、チーム心、2期生）（MUSEHALL / ハウステンボス）
- 2017年1月1・2・3日 : ハウステンボス歌劇団 祝賀祭特別公演 〜新トップお披露目&重大発表〜（チーム華、2期生）（アートシアター / ラグーナテンボス）
- 2017年3月18日 : ハウステンボス号リニューアル運行開始出発式（優雅）
- 2017年3月31日 : チーム華 カクテルパーティー（チーム華、青蘭そら）（ホテルヨーロッパ・レンブラントホール / ハウステンボス）
- 2017年4月2日 : チーム心 ミニレビューショー（チーム心から泉美匠、愛那月ひかる、美羽アリア、舞音帆乃佳）（フラワーラグーン / ラグーナテンボス）
- 2017年4月15日 - 22日 : ハウステンボス歌劇学院3期生 初舞台公演 GREEN FLASH 〜夕陽に染まる空〜（MUSEHALL / ハウステンボス）
- 2017年4月29日 : アートシアター 1周年記念特別公演（チーム心、優雅）（アートシアター / ラグーナテンボス）
- 2017年5月5日 : ハートフルロマンス スイートディナーパーティー（チーム心、優雅）（ホテル アークリッシュ豊橋 / 愛知県）
- 2017年5月8日 : 「薔薇の詩碑設置セレモニーおよび恋の俳句大賞受賞式」（椿れいら、天乃愛理、美音ふう）（アートガーデン内　特設会場 / ハウステンボス）
- 2017年6月30日 : ハウステンボス歌劇団 大村公演 千年桜雅・レビューショー The Revue（A: 優雅、愛那結梨、椿れいら、碧海澪、紫城けい、夢月りく、天咲ゆり、美羽アリア、綺音叶空、日々樹澄、初姫乃愛、舞吹瑠風、七帆真妃、円悠、宮まどか、3期生：麗心花、希咲遥花、4期生:8名、B:　優雅、華千眞生、海夏人蒼馬、蘭香輝、美月紫陽、暁海翔、早瀬琴、愛那結梨、椿れいら、天咲ゆり、天乃愛理、花音くらら、舞音帆乃佳、宮まどか、3期生：詩乃妃花、月野叶望、美歌真凛　C:　優雅、碧海澪、紫城けい、夢月りく、日々樹澄、円悠、凰澕しえる、愛那結梨、椿れいら、天咲ゆり、渚カレン、珠々花もか、蒼乃星那、月瀬彩花、舞音帆乃佳、宮まどか、3期生：凰樺しえる、詩乃妃花、月野叶望）（シーハットおおむらさくらホール / 長崎県大村市）
- 2017年7月8日 :　ハウステンボス歌劇団　チーム光　フェスティバルマーケットミニレビューショー　(夕貴まこと、青蘭そら、みれい蘭、美華えりか、彩帆真白、月紫エミ梨）（フェスティバルマーケット / ラグーナテンボス）
- 2017年7月17日 :　ハウステンボス歌劇団　4周年記念　『Premium Show 　～感謝～』（優雅、チーム華、チーム心、チーム光、3期生）(MUSEHALL / ハウステンボス）
- 2017年8月6日～26日:　ハウステンボス歌劇団  夏祭り　（チーム華、3期生）
- 2017年8月18・19・20日　世界がときめく　魅惑のコラボレーション2017　（チーム光から、桜 春之丞、桜 京之介、桜 彩夜華）（アートシアター/ラグーナテンボス)
- 2017年10月8日・31日：　チームハートがお届けする『ハウステンボスねこまつり！』～キャッとするハロウィーン～　（チーム心、3期生）（MUSEHALL / ハウステンボス）
- 2017年10月9日：　Amour de fleur　スイートディナーパーティ　（伊織はやと、深佳さえ、チーム華、3期生）（ホテル　アークリッシュ/愛知県豊橋市）
- 2017年10月15日：永遠の夢　（優雅、紫城けい、夢月りく、蘭香輝、日々樹澄、美月紫陽、円悠、渚カレン、天咲ゆり、珠々花もか、天乃愛理、宮まどか、3期生：美歌真凛、4期生：11人）　（東彼杵町総合会館グリーンハートホール　長崎県東彼杵町）
- 2017年11月3日：光の王国点灯式　（優雅、愛那月ひかる、泉美匠）（アートガーデンサークル近辺 / ハウステンボス）
- 2017年11月26日：ジュエクールパーティー　～心を奏でる～　（愛那月ひかる、泉美匠）（トロティネ/ハウステンボス）
- 2017年12月7日～25日：2017クリスマスレビューシューティングスター～　（碧海澪、紫城けい、夢月りく、円悠、一颯湊、椿れいら、天咲ゆり、天乃愛理、心愛らら、麗心花、大翔なお、愛彩なみ、舞花莉愛、桜礼瑠愛、ゲスト出演：優雅）(MUSEHALL/ハウステンボス）
- 2017年12月17日：千年桜雅　（優雅、愛那月ひかる、泉美匠、日々樹澄、円悠、愛那結梨、椿れいら、天咲ゆり、美羽アリア、天乃愛理、月瀬彩花、花音くらら、舞音帆乃佳、3期生：心愛らら、麗心花、一颯湊　特別ゲスト：未央一）（高砂市文化会館じょうとんばホール/兵庫県高砂市高砂町）
- 2017年12月22日：クリスマスディナーショー　「あなたに届けるホワイトクリスマス　キャンドルに想いを込めて」（優雅、夕貴まこと、青蘭そら、華千眞生、日々樹澄、暁海翔、高嶋マリエ、みれい蘭、彩帆真白、美華えりか、月紫エミ梨、春妃那ゆめ）（ホテルヨーロッパ / レンブラントホール）
- 2018年1月1～5日：祝賀祭2018　（伊織はやと、深佳さえ、神田優香里、夕貴まこと、青蘭そら、高嶋マリエ、彩帆真白、碧海澪、紫城けい、華千眞生、夢月りく、蘭香輝、日々樹澄、天咲ゆり、椿れいら、みれい蘭、城月りおな、美音ふう、美華えりか、天乃愛理、初姫乃愛、聖愛りあん、舞吹瑠風、円悠、暁海翔、春妃那ゆめ、七帆真紀、3期生：一花咲、花このみ、星月りおん、心愛らら、希咲遥花、咲乃心春、優加桜、麗心花、大和蓮泱（MUSEHALL/ハウステンボス）
- 2018年1月1～5日：祝賀祭2018　（優雅、愛那月ひかる、泉美匠、愛那結梨、海夏人蒼馬、渚カレン、珠々花もか、美羽アリア、早瀬琴、綺音叶空、蒼乃星那、月瀬彩花、花音くらら、舞音帆乃佳、3期生：詩乃妃花、月野叶望、凰樺しえる）（アートシアター/ラグーナテンボス）
- 2018年3月10日：「蒲郡市公演　～THE REVUE～」蒲郡市観光交流フェア　（蒲郡市 / 愛知県）
- 2018年4月28日・29日：アートシアター　2周年記念特別公演『まごころ』（ブルーローズ・チーム光・4期生）（アートシアター/ラグーナテンボス）
- 2018年6月13日～7月2日：チーム翔お披露目公演：空を翔る夢　～オルゴールの記憶～　（チーム翔）（MUSEHALL/ハウステンボス）
- 2018年06月30日：歌劇ザ・レビューハウステンボス　大村公演　海を渡る月影・レビューショー「The Revue」（優雅・チーム光・4期生）作・演出：岡部優妙、振付：芹まちか、雪菜つぐみ、演技指導：椿火呂花、音楽：今出哲也（シーハット大村サクラホール　/ 大村市長崎県）
- 2018年7月16日：歌劇ザ・レビューハウステンボス　5周年記念公演　「絆」（ブルーローズ・チーム光・チーム心・チーム翔・4期生・チーム華から伊織はやと・深佳さえ）（タワーシティープラザ/ハウステンボス）
- 2018年9月15日：歌劇ザ・レビューハウステンボス　チーム心　お茶会　ハートティーパーティーReverieハートが魅せる夢の世界へ　（チーム心）（ホテルヨーロッパレンブラントホール/ハウステンボス）
- 2018年10月6日～31日：歌劇ザ・レビューハウステンボス　ハロウィンレビューショー　「ハロウィン・イン・ラブ」（チーム華・4期生）（MUSEHALL/ハウステンボス）
- 2018年12月1日～12月25日：2018 X'Mas ライブ　優雅withWING　「心を込めて…Merry Christmas」　（チーム翔・優雅、泉美匠、椿れいら、碧海澪、紫城けい、天乃愛理、日々樹澄、月紫エミ梨、柊木ちとせ、希咲遥花、美歌真凜、月野叶空）（MUSEHALL/ハウステンボス）
- 2018年12月14日：海上自衛隊航空基地クリスマスコンサート2018　特別出演　（優雅・チーム翔）（シーハット大村/大村市長崎県）
- 2018年12月22日：Brilliant Christmas　（伊織はやと、愛那月ひかる、深佳さえ、愛那結梨、心愛らら、麗心花、咲乃心春、花このみ）（ホテルヨーロッパレンブラントホール/ハウステンボス）
- 2018年12月24日：Y & G 『Blue Rose X'Mas Concert』（ブルーローズ）
- 2019年1月1日～1月5日：　祝賀祭2019　（伊織はやと、愛那月ひかる、泉美匠、碧海澪、紫城けい、華千眞生、夢月りく、海夏人蒼馬、蘭香輝、深佳さえ、愛那結梨、椿れいら、チーム華、チーム心、チーム翔から）
- 2019年1月9日～15日：「A Happy Ending Story ～おかしな二つの恋物語～」ハウステンボス歌劇団5期生初舞台公演
- 2019年4月2日・3日：史上初！日本の歌劇　大阪城に集う　オープニングスペシャルイベント　「世界の名作をレビューで…」第一部「レビュー蝶々夫人　桜の中君想う　第二部「FRESH - 輝き続ける今 - 」演出・振付：雪菜つぐみ　(優雅、夕貴まこと、青蘭そら、蘭香輝、星月りおん、一颯湊、天咲ゆり、みれい蘭、彩帆真白、珠々花もか、美華えりか、月瀬彩花、宮まどか、心愛らら、4期生：梅香咲礼、レビューHTB天鼓：6名）（COOL JAPAN PARK/大阪府）
- 2019年4月29日：アートシアター3周年記念特別公演　「道開く」（伊織はやと、深佳さえ、泉美匠、碧海澪、紫城けい、海夏人蒼馬、日々樹澄、椿れいら、神田優香里、みれい蘭、天乃愛理、美音ふう、春妃那ゆめ、チームウィング)　（アートシアター/ラグーナテンボス）
- 2019年06月29日：歌劇ザ・レビューハウステンボス　大村公演　The Revue 2019 （優雅、愛那月ひかる、愛那結梨、紫城けい、夢月りく、月紫エミリ、一花咲、チーム心、レビューHTB天鼓（5名））（シーハット大村　さくらホール/大村市長崎県）
- 2019年07月15日：歌劇ザ・レビューハウステンボス6周年記念公演　（優雅、夕貴まこと、青蘭そら、愛那月ひかる、泉美匠、碧海澪、紫城けい、夢月りく、蘭香輝、愛那結梨、天乃愛理、美音ふう、美華えりか、月紫エミリ、一花咲、チーム光、チーム心、チーム翔、5期生）（タワーシティープラザ/ハウステンボス)
- 2019年9月28日～10月31日：Happy Halloween ♪ ～空へ翔け！真の友情～　特別チーム (チーム光・チーム翔、5期生）（MUSEHALL/ハウステンボス）
- 2019年11月02日～2019年12月25日：スリースターズ　Christmas Review 「サンタに恋するクリスマス」（チーム翔、5期生）(MUSEHALL/ハウステンボス）
- 2019年12月14日　三菱日立パワーシステムズ創立5周年記念Charity Event　歌劇ザレビューハウステンボス　「Part 1 レビュー蝶々夫人　桜の中君想う　Part 2 FRESH　～輝き続ける今～　（優雅、愛那月ひかる、愛那結梨、他）（日立市民会館/日立市茨城県）
- 2019年12月20日：愛那結梨メモリアル公演　（愛那結梨、優雅、伊織はやと、深佳さえ、愛那月ひかる、夕貴まこと、青蘭そら、泉美匠、他、5期生）(MUSEHALL / ハウステンボス）
- 2019年12月22日：2019 X'Mas Special Dinner Live "DELICIOUS"  ～とっておきの愛のX'Masをあなたと…～　（優雅、愛那結梨、愛那月ひかる、夕貴まこと、青蘭そら、泉美匠、紫城けい、星月りおん、柊木ちとせ、一颯湊）　（ホテルオークラJRハウステンボス / ハウステンボス）
- 2020年1月1～5日：祝賀祭2020
- 2020年2月8日：優雅＆ハウステンボス歌劇学院6期生　発表会＆ミニコンサート　（歌劇学院6期生、優雅）　（出演、構成、演出：優雅、構成、指導助手：泉美匠）（MUSEHALL/ハウステンボス）
- 2020年2月13日：Dear Flower　バレンタインティーパーティー　（チーム華　伊織はやと、深佳さえ）（ブルーラグーンレストラン/ラグーナテンボス）
- 2020年6月20日～：歌劇ザ・レビューシアター　こけら落とし公演＆6期生お披露目　祝いの舞「寿」・「海のララバイ～愛を奏でるメロディー～」・「ショーハピネス」（歌劇ザ・レビューシアター/福岡）
- 2020年9月5日：歌劇ザ・レビューハウステンボス7周年記念　イベント　『みんなを笑顔に～more smile~』（ハウステンボス：伊織はやと、深佳さえ、夕貴まこと、海夏人蒼馬、一楓湊）（ラグーナテンボス：優雅、泉美匠、日々樹澄）（福岡・ザレビューシアター：青蘭そら、愛那月ひかる、碧海澪、紫城けい、夢月りく、蘭香輝、円悠、椿れいら）

### 過去の所属者・一時出演者
宝塚歌劇団出身者
男役 : 鳴海じゅん（特別出演・トップスター）
娘役 : 雪菜つぐみ（トップスター）、愛那結梨
OSK日本歌劇団出身者
男役 : 鞍馬みしろ（くらま・みしろ）、颯海るい（はやみ・るい）、槙世ようか（まきせ・ようか）
娘役 : 麻詩みふゆ（あさうた・みふゆ）、美羽アリア（みはね・ありあ）、彩帆真白（あやほ・ましろ）
オーディションや各指導者の紹介による出演者
男役 : 煌海柚希（きらみ・ゆうき）、白輝ゆう（しらき・ゆう）、羽澄麗（はすみ・れい）、舞城みき（まいしろ・みき）
娘役 : 愛華さき（あいか・さき）、秋吉里香（あきよし・りか）、朝飛るいか（あさひ・るいか）、飛鳥（あすか）、大國明里（おおくに・あかり）、大谷水希（おおたに・みずき）、岡めぐみ（おか・めぐみ）、奥津陽子（おくつ・ようこ）、梶原良恵（かじわら・よしえ）、花蘭まなみ（からん・まなみ）、城月りおな（きづき・りおな）、咲良美月（さくら・みつき）、高嶋マリエ（たかしま・まりえ）、月華めぐみ（つきはな・めぐみ）、憧花うらら（とうか・うらら）、渚カレン (なぎさ・かれん）、花園ひかり（はなぞの・ひかり）、風歌てまり（ふうか・てまり）、渼七海しほ（みなみ・しほ）、涼羽葵（りょう・あおい）

### 歴代の歌劇学院卒業生
第1期生
2014年5月（前期生）と10月（後期生）に合わせて20人入学し、翌年18人が卒業、17人が入団。初舞台は2015年4月の公演『魅惑のエキゾチカ』（チーム光）。
男役 : 碧海澪（あおみ・れい）、紫城けい（しじょう・けい）、華千眞生（はなせ・まお）、日々樹澄（ひびき・とおる）、鷲タケル（おおとり・たける）、望希彩人（のぞみ・あやと）、美星こころ（みほし・こころ）、稀月錬（きづき・れん）
娘役 : 天乃愛理（あまの・あいり）、橘凛（たちばな・りん）、美音ふう（みおん・ふう）、美華えりか（みはな・えりか）、初姫乃愛（はつひめ・のあ）、綺音叶空（あやね・きよら）、美咲希羽（みさき・ののは）、聖愛りあん（せいな・りあん）、蒼乃星那（あおの・せいな）
第2期生
2015年5月に17人入学し、翌年15人が卒業、13人が入団。初舞台は2016年4月の公演『KINGS』（チーム心）。
男役 : 美月紫陽（みづき・しよう）、舞吹瑠風（まいぶき・るか）、暁海翔（あかつき・かいと）、円悠（まどか・ゆう）
娘役 : 月紫エミ梨（つくし・えみり）、月瀬彩花（つきせ・あやか）、一花咲（いちか・さき）、春妃那ゆめ（はるひな・ゆめ）、花音くらら（かのん・くらら）、舞音帆乃佳（まいね・ほのか）、七帆真妃（ななほ・まき）、宮まどか（みや・まどか）、水澄麗子（みすみ・れいこ）
第3期生
2016年5月に19人入学し、翌年17人卒業、16人入団。初舞台は2017年4月の公演『GREEN FLASH 〜夕陽に染まる空〜』（チームシャイン）。
男役：星月りおん（しずき・りおん）、柊木ちとせ（ひいらぎ・ちとせ）、大和蓮泱（やまと・れお）、凰樺しえる（おおか・しえる）、
娘役：心愛らら（ここあ・らら）、麗心花（うらら・はな）、咲乃心春（さきの・こはる）、希咲遥花（きさき・はるか）、詩乃妃花（うたの・ひめか）、月野叶望（つきの・かなみ）、花このみ（はな・このみ）、和夏羽蝶（わかば・ひらり）、美弥陽月艶（みやび・ゆえ）、美歌真凜（みう・まりん）、優加桜（ゆうか・さくら）、美織舞（みおり・まい）
第4期生
2017年5月（前期生）と9月（後期生）に合わせて15人入学し、翌年10人が卒業、10人が入団。初舞台は2018年4月の公演『ザ・レビュー～華香恋～はなかれん』（チームフラワー）。
男役：大翔なお（ひろと・なお）、一颯湊（いぶき・かなた）、流斗星波（るうと・せな）
娘役：舞花莉愛（まいか・りあ）、桜礼瑠愛（さくら・るな）、梅香咲礼（うめか・さあや）、愛彩なみ（まなせ・なみ）、芽花玲奈（めいか・れな）、天希衣絵菜（あまき・いえな）、柚菜ひまり（ゆずな・ひまり）
第5期生
2018年5月に18人入学し、翌年16人が卒業、15人が入団。初舞台は2019年3月の公演『Happy Ending Story～おかしな二つの恋物語～』（チームシャイン）。
男役：そわ・つばさ、真咲蓮（まさき・れん）、煌月りお（あきづき・りお）、花綺悠都（はなき・ゆうと）、美月遥斗（みづき・はると）、柚実いくと（ゆずみ・いくと）、みゆる・せら
娘役：七星アリス（ななせ・ありす）、姫綺乃愛（ひめき・のあ）、美風紅羽（みかぜ・あきは）、菜巴紬稀（なのは・つむぎ）、苺愛りな（めるあ・りな）、雅いろは（みやび・いろは）、純未さや華（すみ・さやか）、叶愛華（かの・あいか）
第6期生
男役：彩聖ルキア（あやせ・るきあ）、龍紫音（りゅう・しおん）、優音颯来(はると・さく)、桜月悠慎（ゆづき・はるま）、夏蓮あらと（かれん・あらと）、夏輝つばさ（なつき・つばさ）、鳳来寿香（ほうらい・じゅか）
娘役：雪華樹々（ゆきはな・じゅじゅ）、花純舞星（かすみ・まいり）、朝陽まう（あさひ・まう）、美咲舞音（みさき・まのん）
第7期生
初舞台は2021年4月 ミューズホール公演『まぼろし千本桜～愛と情熱のフィーバー～』(チームハピネス)
男役:叶翔紫絢(かなと しゅん)、新千(あらた せん)、桜風とわ(はるかぜ とわ)
娘役:心絆凛(ここな りん)、麗愛さら(れのあ さら)
第8期生
初舞台は2022年3月 ミューズホール公演 レビューショー『ハッピー クラシカル ～春夏秋冬の奏～』(チームハピネス)
男役:蓮裕斗(れん ゆうと)、愛凰司(あお つかさ)、希波礼央(きなみ れお)
娘役:花音里梨愛(かのん りりあ)、妃愛きらり(ひな きらり)

## 歌劇学院の入学概要・カリキュラム
舞台人養成のため、劇団併設の2014年5月開校した。1年間全日制、土日休み。学院の方針は「学院生に少しでも早く舞台に立つ機会を与え舞台実践を経験することにより「よき舞台人」として成長させる取り組みを行います。本人のやる気と努力があれば早い段階でスターへの道が開ける仕組みとなっています。」となっている。
募集人数は30人。応募資格は「18歳 - 23歳、身長156センチメートル以上、痩身、容姿端麗、舞台人として自覚を持てる方」とされている。学院の入学にあたって入学試験がある。入学試験は年に3回ある。一次試験は入学願書の書類審査、二次試験はダンス、歌唱（課題曲）、面接の実技審査。
ハウステンボスの敷地内にある学院で洋舞、日舞、声楽、演劇等の実技から、舞台ヘアメイクや衣装等の舞台専門知識、社会学（人間学、一般教養、礼儀作法）、健康学（人体の仕組み、栄養学）等を1年間学ぶ。講師の中には宝塚歌劇団出身者もいる。授業は1日約5時間。近隣に寮が完備されている。制服はブルーのジャンパースカート、白のブラウスに赤いリボン。白の三つ折ソックスに茶色のローファーまたは黒のメリージェーン。冬用にブルーのボレロ付きスーツの制服がある。
卒業試験を経て初舞台を踏み、2年目は「舞台実習生」となり、レッスンに参加しながら、選抜により順次舞台に立つ。3年目は正式に劇団員となる。
優秀な学生は1年目から舞台に立つ機会を与えられることがある。
第1期生は2014年（平成26年）4月に全国から34人の受験生に対し、14人が合格。2014年5月に入学した。その後、同年10月に後期1期生の募集があり、21人が受験し、6人が入学。2015年4月にチーム光の公演で前期と後期の第1期生17人が初舞台を踏んだ。初舞台では袴姿で口上を述べ、日本舞踊を舞い、公演の中でラインダンスを披露した。
2015年4月に第2期生の募集があり、全国約40人の応募から18人が合格。5月に17人が入学した。2016年2月に学院生だけでの初の文化祭を行った。
第3期生の募集は2015年11月、2016年2月、4月にあり、全国約40人の応募から22人が合格した。19人が2016年5月に入学した。九州からは7人入学。
第4期生は全国48人の志願者から15人が合格し、、8都県から18歳～22歳の13人が2017年5月に入学した。3年ぶりに長崎県出身者が入学九州出身者は5人。その後、同年に後期4期生の募集があり、2人が9月5日に入学した。
第5期生は2018年5月31日に北海道から鹿児島、18歳から22歳の18人が入学した。長崎佐世保からは1人、愛知県からは5人。
第6期生は2019年5月21日に埼玉、栃木、神奈川、愛知、兵庫、岡山、広島、山口、福岡、佐賀、長崎、から18歳～22歳の16人が入学した。
2020年6月26日に第7期生18歳から22歳の7人が入学した。